# Baseball ai Giochi della XXVIII Olimpiade
Le gare di baseball alle olimpiadi estive del 2004 si sono svolte dal 15 al 25 agosto ad Atene, all'interno del Complesso Olimpico Helliniko.
Il torneo prevedeva un unico girone comprendente le otto squadre, le cui prime quattro partecipavano alle semifinali ad eliminazione diretta.

## Gara maschile
| Pos. | Nazione   |
| ---- | --------- |
| 1    | Cuba      |
| 2    | Australia |
| 3    | Giappone  |

## Medagliere per nazioni
| Pos. | Nazione   | Oro | Argento | Bronzo | Totale |
| ---- | --------- | --- | ------- | ------ | ------ |
| 1    | Cuba      | 1   | 0       | 0      | 1      |
| 2    | Australia | 0   | 1       | 0      | 1      |
| 3    | Giappone  | 0   | 0       | 1      | 1      |

## Squadre qualificate
| Torneo di qualificazione                                         | Squadre qualificate    |
| ---------------------------------------------------------------- | ---------------------- |
| Nazione ospitante                                                | Grecia                 |
| Campionato asiatico del 2003                                     | Giappone Taipei cinese |
| Torneo di qualificazione olimpica europeo                        | Italia Paesi Bassi     |
| Torneo di qualificazione olimpica americano                      | Canada Cuba            |
| Spareggio tra il campione dell'Oceania e il campione dell'Africa | Australia              |

## Tabellone
|  | Semifinali | Semifinali | Semifinali |           |      | Finale          | Finale          | Finale          |  |
|  |            |            |            |           |      |                 |                 |                 |  |
|  | Australia  | Australia  | 1          |           |      |                 |                 |                 |  |
|  | Australia  | Australia  | 1          |           |      |                 |                 |                 |  |
|  | Giappone   | Giappone   | 0          |           |      |                 |                 |                 |  |
|  | Giappone   | Giappone   | 0          |           | Cuba | Cuba            | 6               |                 |  |
|  |            |            |            |           | Cuba | Cuba            | 6               |                 |  |
|  |            |            | Australia  | Australia | 2    |                 |                 |                 |  |
|  | Canada     | Canada     | Australia  | Australia | 2    | 5               |                 |                 |  |
|  | Canada     | Canada     |            |           |      | 5               |                 |                 |  |
|  | Cuba       | Cuba       | 8          |           |      | Finale 3º posto | Finale 3º posto | Finale 3º posto |  |
|  | Cuba       | Cuba       | 8          |           |      |                 |                 |                 |  |
|  |            |            |            |           |      |                 |                 |                 |  |
|  |            |            |            |           |      | Giappone        | Giappone        | 11              |  |
|  |            |            |            |           |      | Giappone        | Giappone        | 11              |  |
|  |            |            |            |           |      | Canada          | Canada          | 2               |  |

## Risultati

### Prima fase
| Squadra       | V | P | Tiebreaker |
| ------------- | - | - | ---------- |
| Giappone      | 6 | 1 | 1-0        |
| Cuba          | 6 | 1 | 0-1        |
| Canada        | 5 | 2 | -          |
| Australia     | 4 | 3 | -          |
| Taipei cinese | 3 | 4 | -          |
| Paesi Bassi   | 2 | 5 | -          |
| Grecia        | 1 | 6 | 1-0        |
| Italia        | 1 | 6 | 0-1        |

15 agosto
16 agosto
17 agosto
18 agosto
20 agosto
21 agosto
22 agosto

## Classifica finale
| Pos    | Squadra       |
| ------ | ------------- |
| Gold   | Cuba          |
| Silver | Australia     |
| Bronze | Giappone      |
| 4.     | Canada        |
| 5.     | Taipei cinese |
| 6.     | Paesi Bassi   |
| 7.     | Grecia        |
| 8.     | Italia        |